# Anemesia birulai
Anemesia birulai is een spinnensoort uit de familie Cyrtaucheniidae. De soort komt voor in Turkmenistan.